# Programme de formation V-12 Navy College
V-12 Navy College Training Program

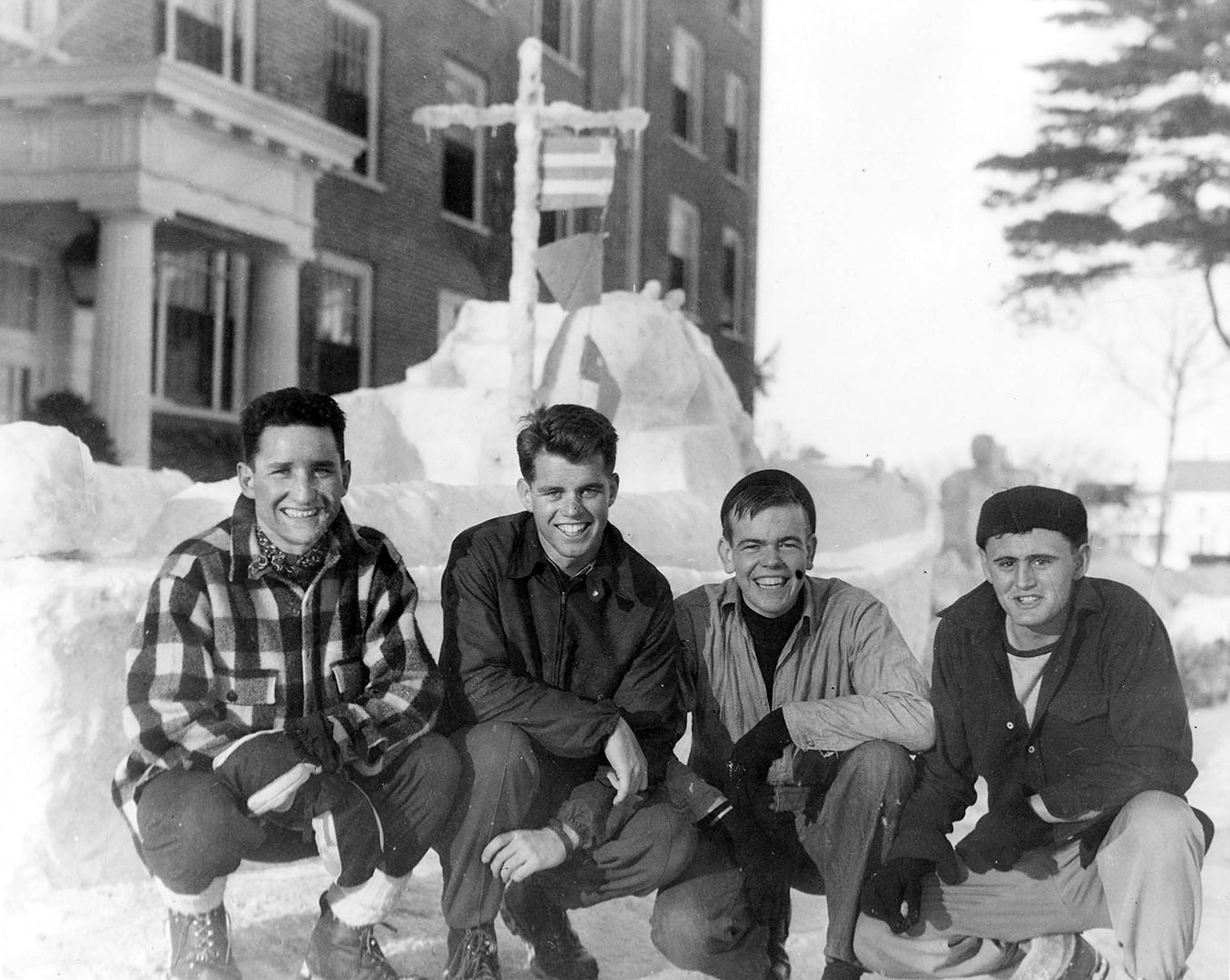
Robert F. Kennedy (deuxième à partir de la gauche) terminant ses études V-12 au Bates College à Lewiston. En arrière-plan : une réplique en neige d'un bateau de la marine.

Le programme de formation V-12 Navy College a été conçu pour compléter la force des officiers commissionnés de la Marine américaine pendant la Seconde Guerre mondiale. Entre le 1er juillet 1943 et le 30 juin 1946, plus de 125 000 participants ont été inscrits dans 131 collèges et universités aux États-Unis. De nombreux participants ont suivi des cours et des conférences dans les collèges respectifs et ont obtenu des diplômes de fin d'études. Certains sont même revenus de leurs obligations navales pour obtenir un diplôme des collèges où ils étaient précédemment stationnés.
L'objectif du programme V-12 était de former des officiers, un peu comme le programme d'entraînement spécialisé de l'armée de terre (en) (Army Specialized Training Program - ASTP), qui visait à former plus de 200 000 personnes dans des domaines techniques tels que l'ingénierie, les langues étrangères et la médecine. De 1942 à 1944, les recrues de l'ASTP étaient attendues mais n'étaient pas tenues de devenir officiers à la fin de leur formation.

## Histoire
Le but du programme V-12 était de générer un grand nombre d'officiers pour la Marine américaine et le Corps des Marines afin de répondre aux exigences de la Seconde Guerre mondiale, en plus du nombre qui était produit annuellement par l'Académie navale des États-Unis à Annapolis et l'école des aspirants de la Réserve navale des États-Unis (en) (United States Naval Reserve Midshipmen's School). Une fois que les personnes inscrites terminaient leur programme de licence subventionné par le V-12, leur prochaine étape pour obtenir une commission dépendait de la branche de service.

### Marine
Les candidats officiers de la marine devaient suivre le programme de l'école des aspirants de marine de la réserve navale américaine V-7. Il s'agissait d'un cours court de huit mois. Le premier mois était passé à l'école d'endoctrinement, un camp d'entraînement pour les candidats officiers qui avaient des instructeurs du corps des Marines. La Pre-Midshipmen's School est un cours préparatoire de quatre mois qui enseigne des compétences militaires comme le matelotage, la navigation, l'armement et le comportement à adopter en tant qu'officier. L'école d'aspirants elle-même enseignait des compétences académiques et durait trois mois. Les diplômés étaient commissionnés comme enseigne dans la réserve navale américaine et la majorité d'entre eux entraient en service actif avec la flotte américaine.

### Corps des Marines
Les candidats du corps des Marines se présentaient directement au camp d'entraînement et étaient ensuite inscrits à un cours de trois mois pour les candidats officiers. Une fois leur formation terminée, les participants étaient commissionnés comme sous-lieutenants dans le corps des Marines.